# C4炸药
C4炸药（英語：Composition 4，簡稱C-4）是一種廣泛應用的塑性炸藥，從二戰時期一系列Composition炸藥（C1-6，簡稱C系列炸藥，每種炸藥配方相異）所演變而成，為當代最普及的軍用炸藥之一。現主要生產國為美國。

## 化學性質
C4炸药由爆炸物、塑料粘合剂、可塑剂以及标签剂（taggant）如2,3-二甲基-2,3-二硝基丁烷（DMDNB）组成。其中爆炸物成份为RDX（旋风炸药），大约占总重的91%。可塑剂通常为己二酸二辛酯或癸二酸二辛酯（5.3%），粘合剂为聚异丁烯。其爆炸当量为1.34，密度为1.59g/cm3时爆速可达8040m/s。於攝氏-54至77度时具可塑性，攝氏77度下贮存仍可保持不渗油。 

## 應用

### 優點
C4炸藥性能極度穩定，即使受到大力撞擊甚至槍擊也不會引爆，被放到火中也只會慢慢地燃燒，只能結合引爆劑以電雷管引爆。越南战争时，士兵在巡逻期间曾通过点燃C4炸药取暖。
C4的另一優點是可塑性極高，可以很容易地制作成任何所需的形状，方便压入在建筑，桥梁，设备或机械的裂缝、孔洞和空隙。

### 缺點
C4炸药因塑料性質其能轻易躲过X光安全检查，未经特定嗅识训练的警犬也难以识别它，導致其為民事維安上最危險的炸藥之一，亦曾有於恐怖襲擊中利用的記錄。